# 베르나르 라콩브
베르나르 라콩브(프랑스어: Bernard Lacombe, 1952년 8월 15일 ~ 2025년 6월 17일)는 프랑스의 전직 프로 축구 선수이다. 그는 현역 시절 스트라이커로 리옹, 보르도, 생-테티엔, 그리고 프랑스 국가대표팀에서 주로 활약했다.

## 경력
라콩브는 고향 리옹에서 1969년에 신고식을 치렀다. 당시 그의 동료였던 에메 자케가 리옹 말년에 그의 선수단을 지휘했다.(이 감독은 훗날 프랑스 국가대표팀 감독을 역임하여 1998년 월드컵을 우승하는 감독과 동일 인물이다)
라콩브는 1973년에 프랑스 국가대표팀 경기에 처음으로 출전했다. 그는 1978년 월드컵에서 자국을 대표로 참가해 경기 시작 30초 만에 이탈리아의 골문을 열며 프랑스 선수 역대 최단시간 월드컵 득점을 기록했고, 동시에 이 골은 대회의 1호골이었다. 라콩브는 1982년 월드컵에도 출전했고, 유로 1984를 우승했다.
생-테티엔을 잠깐 거친 라콩브는 보르도로 이적하여 전 동료 에메 자케와 재회했다. 그는 보르도에서 디비시옹 1을 3번 우승했다. 라콩브는 쿠프 드 프랑스도 2번(리옹과 보르도에서 1번씩) 우승했고, 1973년 쿠프 드 프랑스 결승전에서도 득점을 기록했다.
디비시옹 1에서 255골을 기록한 라콩브는 프랑스 1부 리그 역대 최다 득점자 2위로, 그보다 많은 득점을 한 선수는 델리오 온니스뿐이다.
은퇴 후, 라콩브는 친정 리옹의 기술진에 합류해 기술 코치로 1988년부터 1996년까지 역임했고, 이후 1996년부터 2000년까지는 총감독을 맡았다. 그는 리옹이 리그 1에서 강호로 발돋움하는데 이바지했고, 유럽 무대로 끌어들였고, 그를 시작으로 리옹은 7회 연속 챔피언스리그 진출에 성공했다. 라콩브는 장-미셸 올라스 회장의 "특수 고문"으로 20년 동안 보좌했다. 라콩브는 자신의 결정으로 리옹에 큰 영향을 미쳤다. 예를 들어 그는 2000년대 리옹에 주니뉴, 에드미우송, 크리스, 카사파, 그리고 프레드 등의 몇몇 브라질인을 영입해 선수단을 보강한 것을 들 수 있다.

## 경력 통계

### 클럽
| 구단      | 시즌      | 리그       | 리그 | 리그 | 컵   | 컵 | 유럽 | 유럽 | 합계 | 합계 |
| 구단      | 시즌      | 리그명     | 출장 | 골   | 출장 | 골 | 출장 | 골   | 출장 | 골   |
| --------- | --------- | ---------- | ---- | ---- | ---- | -- | ---- | ---- | ---- | ---- |
| 리옹      | 1969–70   | 디비시옹 1 | 5    | 1    |      |    | —    | —    | 5    | 1    |
| 리옹      | 1970–71   | 디비시옹 1 | 3    | 0    |      |    | —    | —    | 3    | 0    |
| 리옹      | 1971–72   | 디비시옹 1 | 36   | 19   |      |    | —    | —    | 36   | 19   |
| 리옹      | 1972–73   | 디비시옹 1 | 35   | 23   |      |    | —    | —    | 35   | 23   |
| 리옹      | 1973–74   | 디비시옹 1 | 31   | 13   |      |    | 4    | 1    | 35   | 14   |
| 리옹      | 1974–75   | 디비시옹 1 | 27   | 17   |      |    | 4    | 4    | 31   | 21   |
| 리옹      | 1975–76   | 디비시옹 1 | 16   | 5    |      |    | 0    | 0    | 16   | 5    |
| 리옹      | 1976–77   | 디비시옹 1 | 36   | 21   |      |    | —    | —    | 36   | 21   |
| 리옹      | 1977–78   | 디비시옹 1 | 33   | 24   |      |    | —    | —    | 33   | 24   |
| 리옹      | 합계      | 합계       | 222  | 123  |      |    | 8    | 5    | 230  | 128  |
| 생-테티엔 | 1978–79   | 디비시옹 1 | 32   | 14   |      |    | —    | —    | 32   | 14   |
| 보르도    | 1979–80   | 디비시옹 1 | 33   | 11   |      |    | —    | —    | 33   | 11   |
| 보르도    | 1980–81   | 디비시옹 1 | 34   | 18   |      |    | —    | —    | 34   | 18   |
| 보르도    | 1981–82   | 디비시옹 1 | 33   | 17   |      |    | 3    | 1    | 36   | 18   |
| 보르도    | 1982–83   | 디비시옹 1 | 33   | 20   |      |    | 6    | 0    | 39   | 20   |
| 보르도    | 1983–84   | 디비시옹 1 | 35   | 18   |      |    | 2    | 0    | 37   | 18   |
| 보르도    | 1984–85   | 디비시옹 1 | 36   | 22   |      |    | 8    | 3    | 44   | 25   |
| 보르도    | 1985–86   | 디비시옹 1 | 23   | 7    |      |    | 1    | 0    | 24   | 7    |
| 보르도    | 1986–87   | 디비시옹 1 | 16   | 5    |      |    | 2    | 0    | 18   | 5    |
| 보르도    | 합계      | 합계       | 243  | 118  |      |    | 22   | 4    | 265  | 122  |
| 경력 합계 | 경력 합계 | 경력 합계  | 497  | 255  |      |    | 30   | 9    | 527  | 264  |

1. 1 2  유러피언 컵위너스컵 출장 기록
2. 1 2 3 4  UEFA컵 출장 기록
3. 1 2  유러피언컵 출장 기록

### 국가대표팀
| 국가대표팀 | 연도 | 출장 | 골 |
| ---------- | ---- | ---- | -- |
| 프랑스     | 1973 | 1    | 0  |
| 프랑스     | 1974 | 3    | 2  |
| 프랑스     | 1975 | —    | —  |
| 프랑스     | 1976 | 3    | 1  |
| 프랑스     | 1977 | 4    | 0  |
| 프랑스     | 1978 | 6    | 1  |
| 프랑스     | 1979 | 4    | 4  |
| 프랑스     | 1980 | 3    | 1  |
| 프랑스     | 1981 | 3    | 2  |
| 프랑스     | 1982 | 5    | 0  |
| 프랑스     | 1983 | —    | —  |
| 프랑스     | 1984 | 6    | 1  |
| 합계       | 합계 | 38   | 12 |

## 수상

### 선수
리옹
- 쿠프 드 프랑스: 1972–73
- 트로페 데 샹피옹: 1973

보르도
- 디비시옹 1: 1983–84, 1984–85, 1986–87
- 쿠프 드 프랑스: 1985–86, 1986–87
- 트로페 데 샹피옹: 1987

프랑스
- 유럽 선수권 대회: 1984

### 감독
리옹
- 인터토토컵: 1997[7]